# 岡山交流道
岡山交流道為臺灣國道一號的交流道，位於臺灣高雄市燕巢區（靠近與岡山區交界），指標為349k。與市道186號交會，連結岡山、燕巢地區。
|  | 349 岡山 |  | 燕巢 岡山 |

## 鄰近公路
- 市道186號
- 高32線

## 其他資訊
- 本交流道北側緊鄰岡山收費站（已拆除，未來計劃在此包含連結臺19甲線的範圍增設往來岡山的第二座交流道）[1]。
- 本交流道的北上出口匝道原有A、B兩處（A往岡山，B往燕巢），員林至高雄段拓寬工程完成後已於B出口合併。

## 外部連結
- 國道一號岡山交流道示意圖 （页面存档备份，存于）（交通部高速公路局）